# Il giorno in cui la Terra si fermò
Il giorno in cui la Terra si fermò (The Day the Earth Stopped) è un film statunitense del 2008 diretto e interpretato da C. Thomas Howell. Il film è un remake mockbuster del classico della fantascienza del 1951 Ultimatum alla Terra, diretto da Robert Wise.

## Trama
Due alieni in forma umana scendono sulla superficie in capsule di trasporto e vengono catturati dai soldati americani capitanato da Josh Mryon, ma nello stesso momento alcuni robot giganti atterrano nelle principali città del mondo e rimangono immobili finché non vengono minacciati, momento in cui si dimostrano immuni a tutte le forme di armamento e dimostrano la capacità di distruggere qualsiasi minaccia del genere.